# Carlos Blanco Fadol
Carlos Blanco Fadol es un hispano-uruguayo etnomusicólogo, compositor, multinstrumentista, cantautor, coleccionista, inventor de instrumentos musicales, poeta, escritor y humanista con una reconocida trayectoria internacional. Posee una colección única de instrumentos musicales étnicos, es asesor científico de la ONG Proyecto Gran Simio y es el fundador de los tres Museos de Música Étnica de España. Ha sido por dos veces candidato a los Premios Príncipe de Asturias.

## Biografía
Nacido en Uruguay, en marzo de 1946, Carlos Blanco Fadol emigró a la temprana edad de 20 años, abandonando sus estudios universitarios para embarcarse en una travesía de aprendizaje personal que lo llevó a recorrer los cinco continentes. En sus viajes, desarrolló una vasta obra musical y creó una impresionante colección de más de 4.000 instrumentos musicales étnicos de 150 países de los cinco continentes. Ha destacado además en el campo literario, en la creación de nuevas metodologías musicales para discapacitados, en invenciones de instrumentos y en proyectos altruistas.

## Obra
Carlos Blanco Fadol es conocido por su destacada producción musical y literaria. Como autor, ha publicado varios libros, incluyendo la Enciclopedia de los Instrumentos Musicales y la obra bilingüe Instrumentos Musicales Étnicos del Mundo. Su producción literaria abarca reflexiones en Reflexiones a orillas del camino y libros de poesía como Caracola de los vientos. Además, su serie de relatos La sonrisa oculta de la música recibió el Premio Talento de Caligrama en 2021 y The International Latino Book Award en 2022.
En el ámbito musical, ha grabado más de veinte discos. También ha compuesto bandas sonoras para cine y ha sido un innovador en la creación y uso de instrumentos musicales adaptados para discapacitados visuales.

### Obra Literaria
Como autor, ha publicado numerosos libros, de música, poesía, pensamientos y relatos. Entre ellos destacan:
Enciclopedia de los Instrumentos Musicales -- empleada en el tercer ciclo de enseñanza en España. Premiada en La Bambouseraie en Cévennes, Francia.
Instrumentos Musicales Étnicos del Mundo- obra bilingüe (inglés y español), candidata al Premio Nacional de la Música en España.
Todo sobre música en caña y bambú—Adquirió relevante difusión en colegios y universidades.  
Reflexiones a orillas del camino—aforismos, primera edición
Reflexiones a orillas del camino segunda edición—galardonada con el Premio Talento, España. 
Caracola de los vientos-- Libro de poesía.
La sonrisa oculta de la música-- Libro de relatos galardonado con el Premio Talento de Caligrama, España y The International Latino Book Award en 2022, en Los Ángeles, Estados Unidos. 
Total, si mañana nos vamos—Impactante libro de relatos de los caminos. 
Las invenciones musicales de Blanco Fadol—relata con humor las vicisitudes del inventor y sus creaciones.

### Teatro, cine y documentales
1981.-Alemania. Interviene el 17 de septiembre como protagonista para la ARD, televisión de Alemania Federal, en la película “Artistas en España”, rodada en el Centro de la Guitarra de Mallorca, bajo la dirección de Wolf Hanke.
1992.- España. Realiza en Alicante la banda sonora del Teatro de las Sorámbulas, dirigida por la poeta, dramaturga y Directora de teatro Margarita Borja. Interpreta en directo instrumentos musicales étnicos, cuya melodía la adapta a la escena del momento.
2009.- España. Crea la banda sonora de la obra “Los celuloides de Jardiel”. En esta representación única se reúnen en directo y el mismo escenario, el cine, el teatro y la música. “En los celuloides de Jardiel se aprecian joyas cinematográficas mudas rescatadas de bobinas fechadas entre 1895 y 1910, narradas en directo por el actor Antonio Campos y la banda sonora inédita realizada con instrumentos étnicos por Carlos Blanco Fadol”.
2006.- España. Crea la banda sonora del documental “Vivir en la Frontera”, realizado en Yeste -, Albacete, “Vivir en la Frontera”, en colaboración con Felipe Duperly y Eva Manso. 
2007.- Perú – selva amazónica. Protagonista del documental “Yagua”, rodado en la selva amazónica con la comunidad indígena Yagua. Blanco Fadol, vuelve a introducir dos instrumentos musicales de dicha etnia que habían desaparecido. Guion y dirección Álvaro Toepke- Inko Producciones. Patrocina la Dirección General de Bellas Artes y Bienes Culturales de la Región de Murcia, España. 
2008.- España, 12 de octubre, Murcia. Participa dirigiendo los tambores de Hellín, Mula y Agramón, en el espectacular concierto para ciudades “La Gran Vía”, en el centro de Murcia capital. Compuesto por Llorenç Barber en colaboración con Enrique Máximo, se ha descrito como “un carrusel barroco como parábola del siglo XX”. .
2017.- España, Alicante. Compone junto a Felipe Duperly el himno “Canto a la mujer”. Interpretado por el coro de la Universidad de Alicante.
2018.- España, 17 de julio. Participa junto al maestro Felipe Duperly en el Ciclo de cine mudo y música en vivo, celebrado en el Centro Cultural Las Cigarreras de Alicante. Crean en directo- con el beneplácito del público- la banda sonora de la película "Tabu: A Story of the South Seas" (1931) con instrumentos musicales étnicos.
2019.- España, Galicia. Graba en La Coruña el videoclip de su autoría titulado “gallego”. Realizado en la Costa de la Muerte y en la aldea de Brantuas, rememora la emigración de su abuelo gallego hacia Uruguay a finales del siglo XIX.

### Discografía

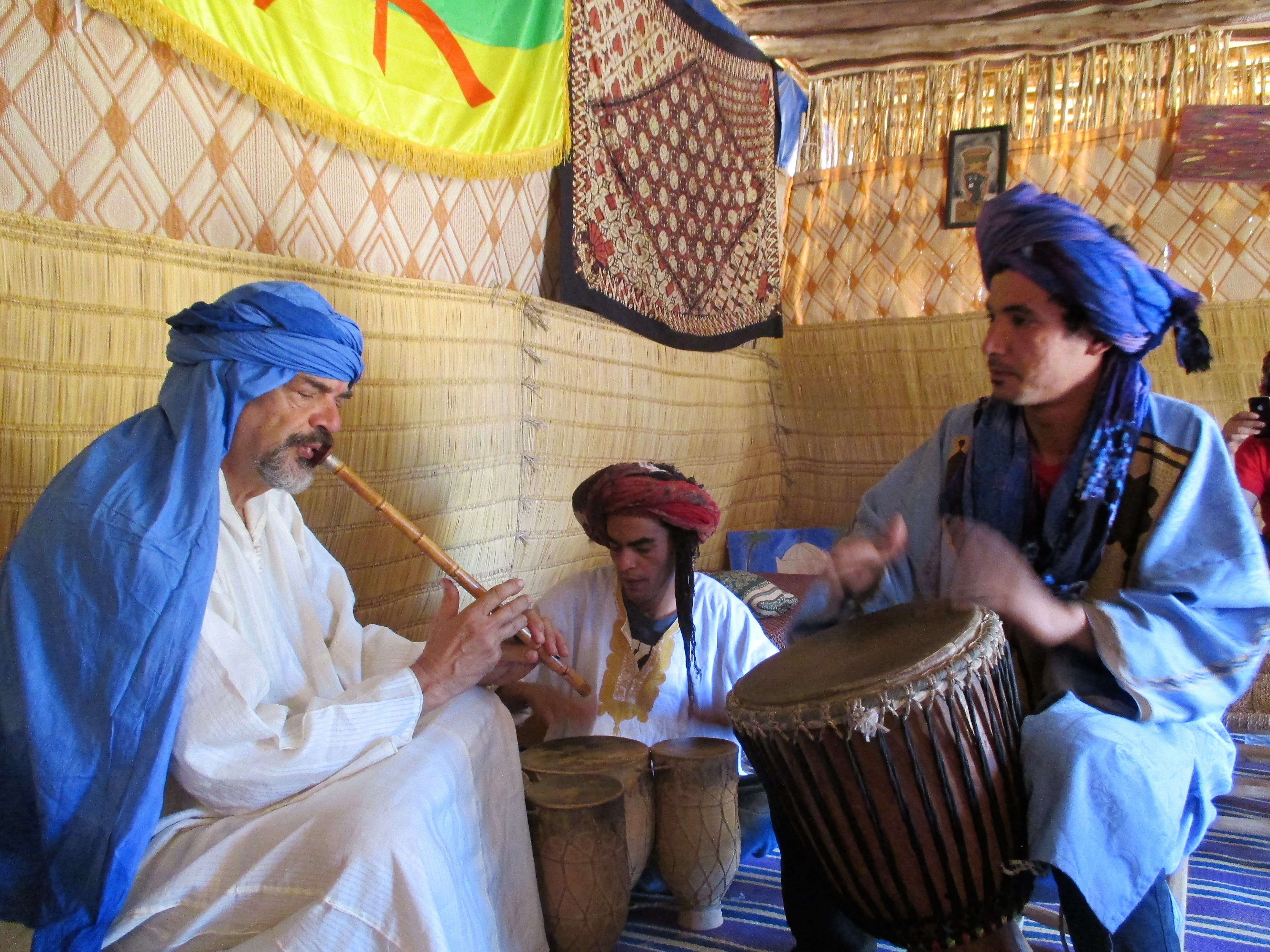
Tocando con músicos en el desierto del Sahara

A lo largo de su carrera, Carlos Blanco Fadol ha dejado huella en el campo discográfico grabando más de veinte discos en países de tres continentes: como solista, en grupos musicales y colaborando con artistas de renombre internacional. Su obra discográfica involucra también la composición de bandas sonoras para cine, documentales y teatro. Su aporte al mundo de la música es reconocido no sólo por su talento artístico, sino también por su labor de preservación e innovación de la música étnica, su labor humanitaria y su impacto en la educación musical. Entre su discografía internacional se destaca:
- 1964.- Uruguay. Si bien su formación musical se diversifica entre lo clásico y lo folklórico, en ese año incursiona en la música moderna, grabando en Montevideo, Uruguay, con el sello Sondor, su primer disco L.P. de 45 revoluciones, con el grupo “Los Inadaptados”. Interpreta primera guitarra y voz.

- 1973.- España. Graba un L.P. en los estudios Emi- Odeón de Barcelona, España, temas del folklore latinoamericano, con el dúo “Mate Amargo” (Rosa Torres – Blanco Fadol) con el título: “Una noche en el pub 240”. Dicho local era frecuentado por los artistas más prestigiosos de la época como el pintor Salvador Dalí o el cantautor Joan Manuel Serrat, quienes comparten con Mate Amargo la contraportada y el interior de la carátula del disco.
- 1975.- Uruguay. A raíz de obtener el segundo premio de composición con el tema “El viejo de la calle baja” y el primer premio de interpretación con Rosa Torres en el Festival Internacional de tango y folklore de Piriápolis- Uruguay-, el dúo Mate Amargo graba con el sello Orfeo, el disco “Uruguay y su Folklore” .
- 1976.- Grecia. Firma un contrato exclusivo con Demosthene Delta Record, Inc. de Atenas, Grecia, para la grabación del L.P. “Viva Chile” con el grupo de folklore latinoamericano “Raza de cobre”, que integra junto a los artistas mexicanos Alfredo, Martha y Nora Moreleón.
- 1977.- Grecia. Grabación del L.P. “A Victor Jara” con Demosthene Delta Record, Inc. De Atenas, Grecia.
- 1999.-Reino Unido. Graba en el condado de Sussex – Inglaterra-, con el sello Universal, diferentes temas con la prestigiosa cantante portuguesa Dulce Pontes, basados en una idea de Blanco Fadol sobre la música y los elementos de la naturaleza. El disco titulado “O primeiro canto”, está considerado “una de las obras fundamentales” de Dulce Pontes.
- 2004.- Indonesia. Graba en julio de ese año, el álbum “Trans Etnika”, en Yakarta, Indonesia, con el sello Naringgo Production. Lo acompañan en la grabación Thoby Mutis, artista y Rector de la Universidad Trisakti- Yakarta y la vocalista Eva Manso, de España. Cede todos los derechos del disco a la organización de lucha contra la lepra en Indonesia.
- 2014.- España. Graba el disco FADOL – cuando el camino se hace canción-, con letra y música de su autoría. Constituye un disco singular, ya que los instrumentos musicales que conforman la banda sonora fueron seleccionados del Museo de la Música Étnica de Barranda-Caravaca. Interpreta la casi totalidad de los 38 instrumentos.  Auspiciado por la Diputación de Lugo y la Dirección de Cultura de Murcia.
- Entre 1973 a 2012, participa en numerosas grabaciones en Asia, Europa y América.

### Invenciones
Con cerca de 80 creaciones, Blanco Fadol se ha destacado internacionalmente por la originalidad de sus invenciones musicales.  Se encuentra entre los primeros investigadores en reproducir instrumentos musicales creados por Leonardo Da Vinci, basándose en los dos códices de instrumentos del genio florentino localizados en la biblioteca Nacional de Madrid. Logró interpretar el órgano de agua que Leonardo creó inspirado en la Fontana de la Piña, en Rimini, Italia y lo ha plasmado en un plano, a la espera de una subvención. Las estructuras inventadas por Blanco Fadol que originan música con tierra, agua, fuego y aire, han sido expuestas en Europa y América, como así la creación de un órgano de bambú, el segundo fabricado en el mundo después del de Filipinas (siglo XVIII). 

Algunos ejemplos son:

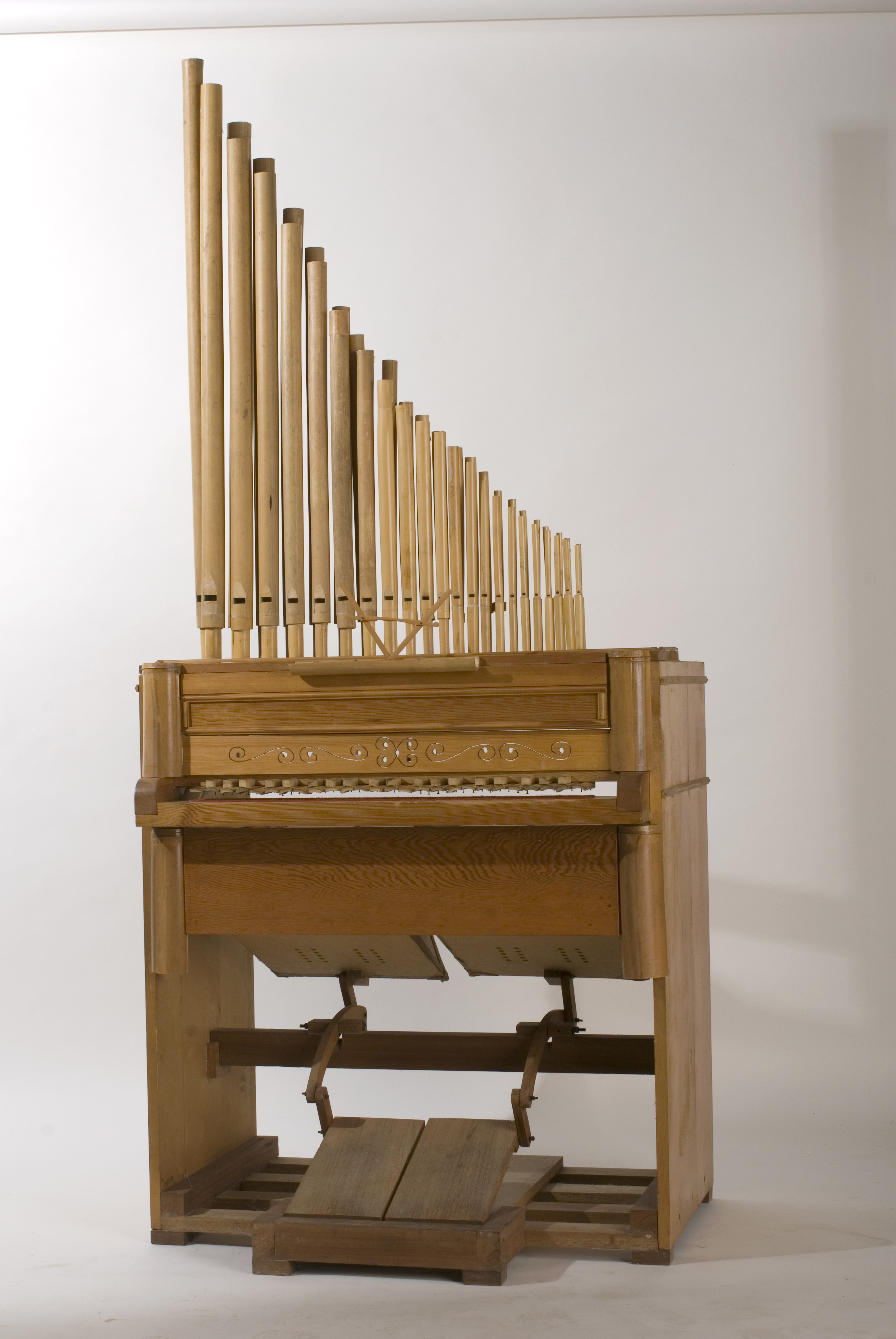
Organo de Bambú, creación de Blanco Fadol

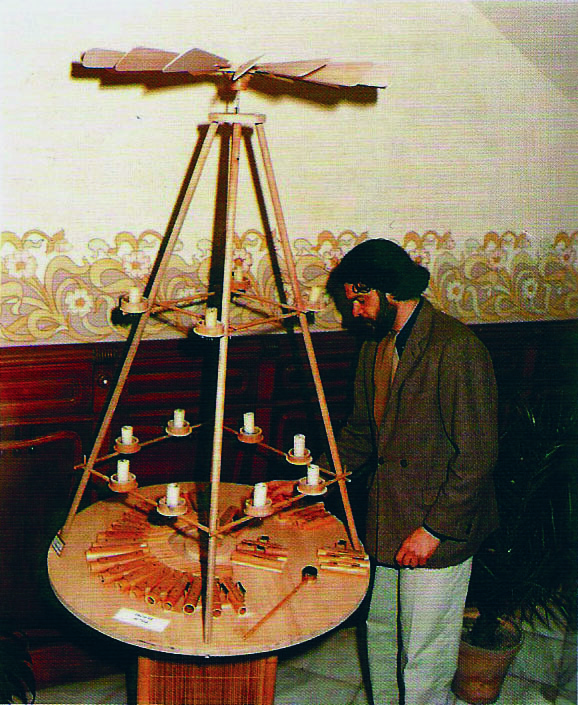
Música con la energía del fuego

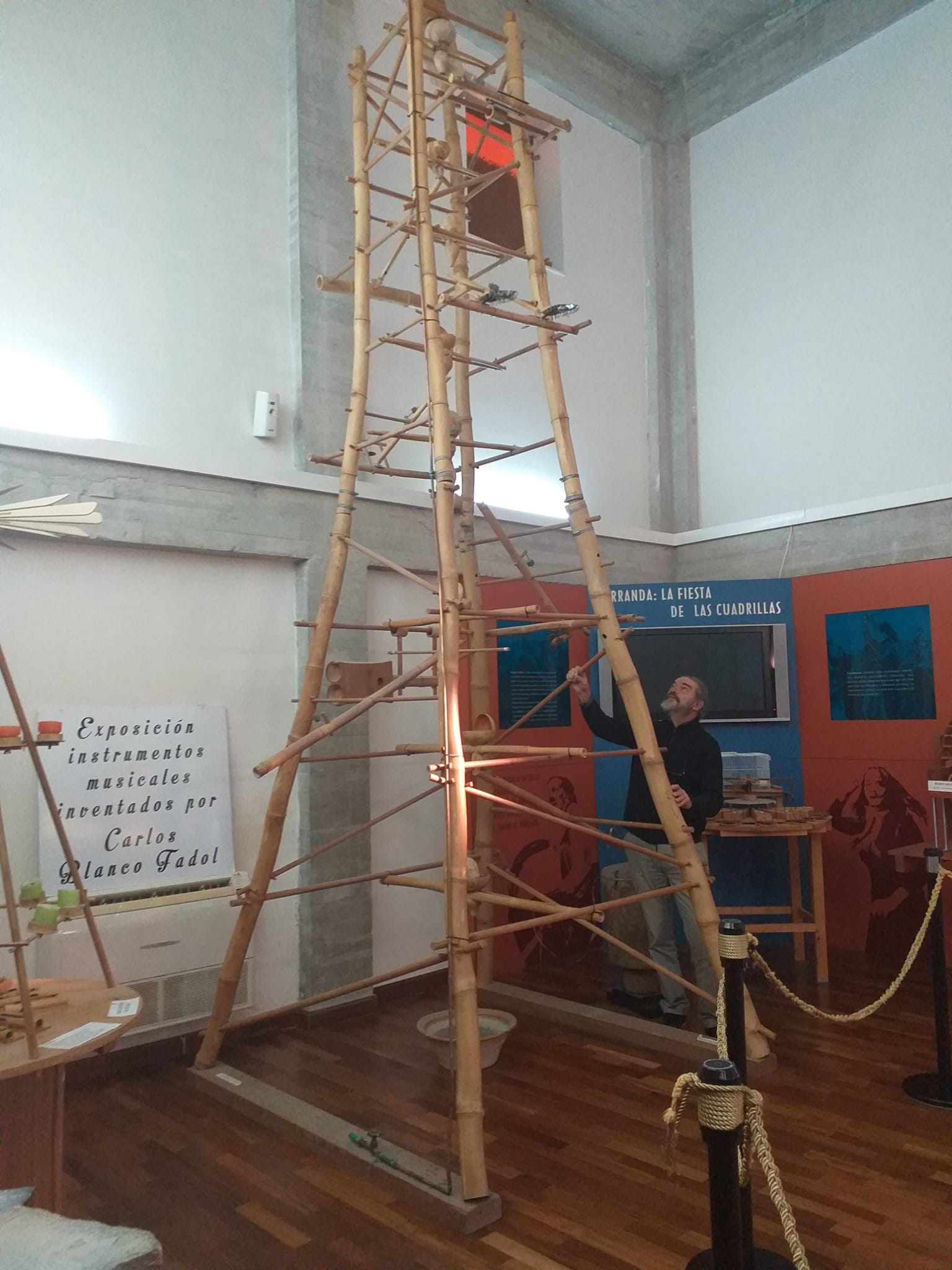
Torre Musical de bambú (Illimani)

Torre musical de bambú Illimani (agua)-- Gran estructura de bambú de seis metros de altura, donde discurre el agua por la gravedad, haciendo sonar instrumentos musicales de los cinco continentes.
Junio (fuego) -- Instrumento que origina una melodía clásica gracias a la energía térmica que producen unas grandes velas.
Busotaigua (agua)
Órgano de Bambú (aire)-- Instrumento único, fabricado con planos originales del autor.
Litófono cromático (tierra) – Marimba de piedras afinadas de gran tamaño.
Barrandera (agua) -- Noria gigante de hierro que origina diferentes canciones empleando la energía del agua para mover grandes rodillos que accionan tambores, xilofón, castañuelas, platillos, etc.
Busotaigüa (agua) --- Homenaje a los pueblos indígenas de América. Toca folklore andino.
Violonchelo de bambú-- Fabricado de un bambú gigante de Asia.
Barberófono – (Agua)--Gran instrumento formado de 18 gongs cromáticos, y con dos sistemas:  teclado y sistema independiente. En el segundo, suena sin la intervención humana.
Roedófono --   Instrumento que funciona por la transmisión del movimiento de dos hámsteres a una rueda y la posterior intervención de una persona accionando un teclado rústico. Pensado para aplicaciones terapéutica en el autismo.

## Nuevas metodologías musicales

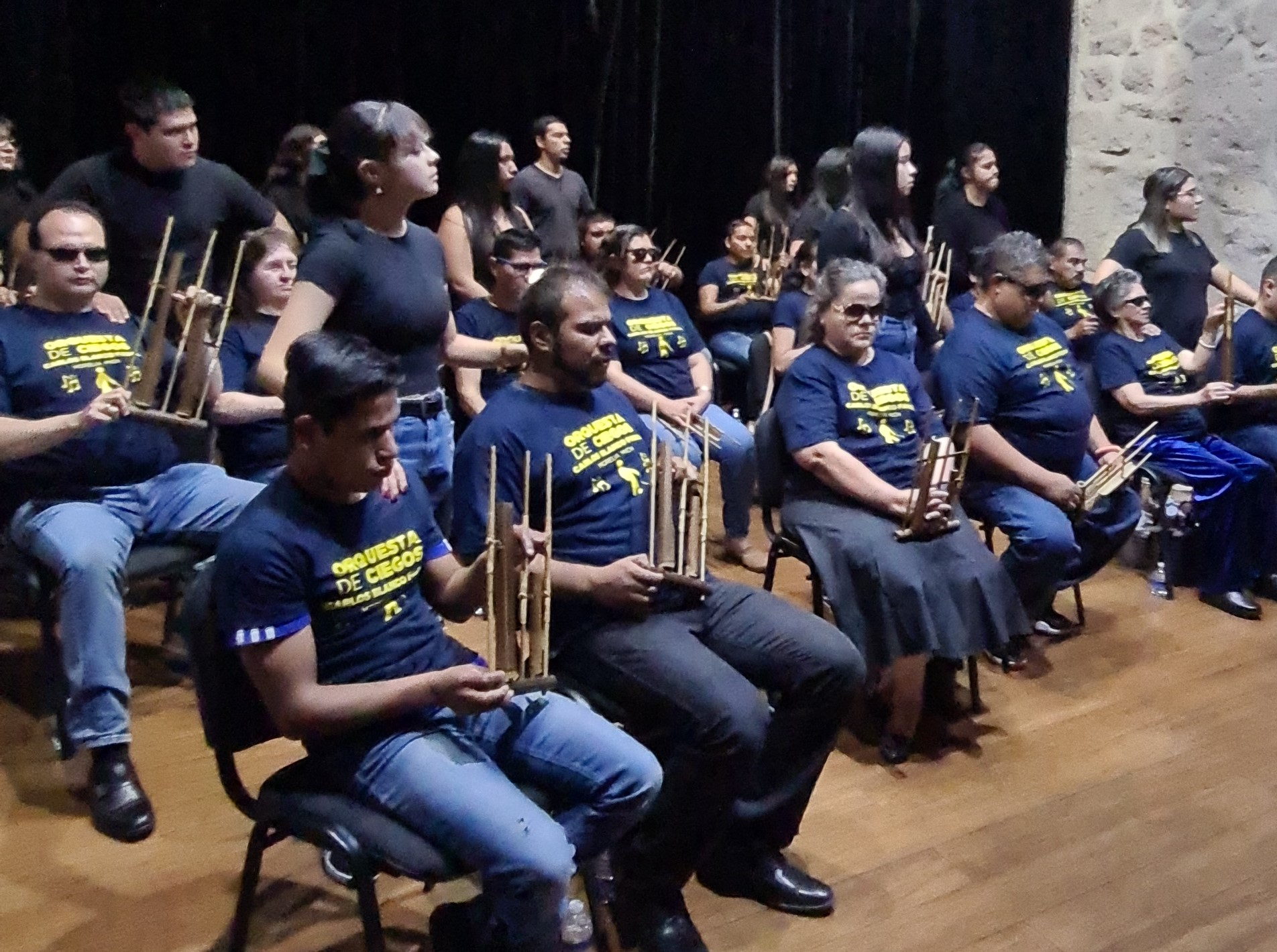
Orquesta de ciegos Oir y tocar con otros ojos

En 1982, durante su estadía en un barrio bohemio de Valencia, creó un singular sistema para que las personas puedan fabricar sus propios instrumentos, aprender a tocarlos, e interpretar melodías siguiendo una original partitura explicada en su primer libro: Todo sobre música en caña y bambú. La filosofía de esta metodología, pregona la gratuidad de principio a fin. Con ello intenta ofrecer a todos, la misma oportunidad de realización musical.  
Asimismo, se le atribuye a Blanco Fadol, la creación de muñecos musicales conocidos como “los Turia”, que ofrecen múltiples aplicaciones didácticas para iniciar a los niños en la música.
En junio de 2019, organizado por la O.N.C.E. (organización nacional de ciegos de España), creó en Alicante una nueva metodología para que los discapacitados visuales puedan interpretar partituras musicales en orquestas con instrumentos especiales, que ha despertado interés internacional.
Esta metodología musical para ciegos, dio pie a la creación de la orquesta “Oir y Tocar con Otros Ojos” que utiliza instrumentos musicales especialmente adaptados y una partitura numérica para conseguir en todos los casos una interpretación perfecta. Esta metodología incluye además talleres de fabricación de instrumentos empleando herramientas y máquinas para discapacitados visuales. Las actividades se desarrollaron con inusitado éxito en Morelia, México en 2020, donde obtuvo numerosos premios, entre ellos el galardón del Festival de la Orquídea de oro de México, por el “legado a la humanidad en el arte y la cultura”.

## Premios y nominaciones
Blanco Fadol ha recibido más de cien premios y reconocimientos internacionales, entre se destacan:

1974.- Primer premio interpretación -composición en festival internacional de tango y folklore, de costa a costa (Piriápolis 1974) Uruguay
1976.- Premio y Diploma Foundation Carlsberg, Nicosia, Chipre. Por colaboración musical en ayuda de los niños refugiados de la guerra.
1983.- Premio de la Musik Messe de Frankfurt (1983) por la invención de instrumentos musicales didácticos.
1986.- Premio de la Academia Asti de música, Indonesia, por la investigación de instrumentos de bambú.

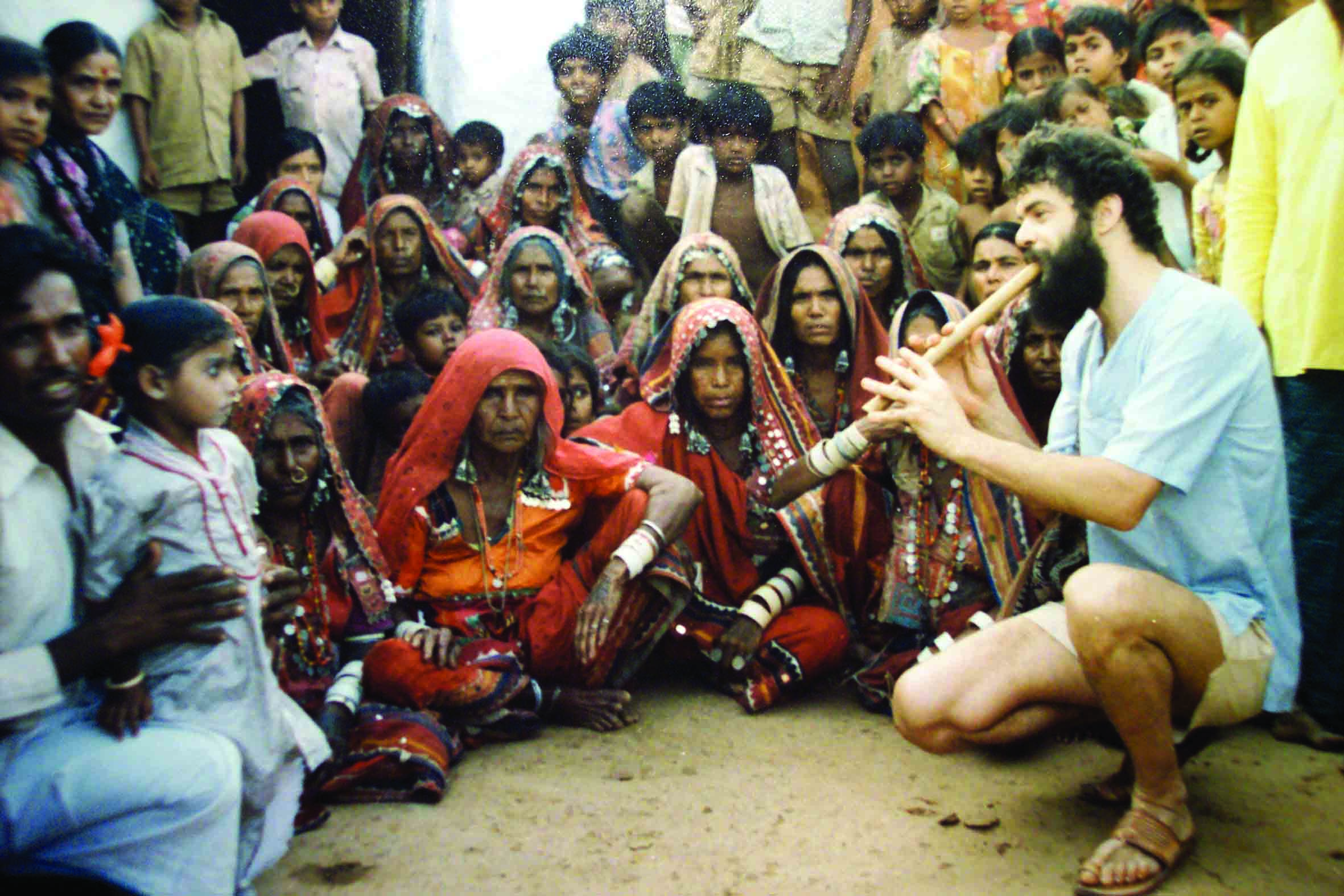
Etnia Sugali. Sur de India

1990.- Diplome d´honneur, París- Francia. Association Bamboum, por la creación de la primera colección del mundo de instrumentos de bambú.
1995.- Nominado al Premio Rolex de Suiza, por la creación de instrumentos adaptados para discapacitados físicos y psíquicos.      
2000.- Premio y Diploma de los Conservatorios de Música de China (Beijing), por encontrar vínculos entre la música China con la Andina.
2004.- Premio Etnomurcia, Murcia- España, a la investigación y difusión del patrimonio Etnográfico
2006.- Candidato al Premio Príncipe de Asturias a las Artes, España, presentado por la Embajada y Ministerio de cultura de Malasia.
2007.- Premio Nacional Tomir (Murcia-España 2007) Por la creación del Museo de la Música Étnica.       
2009.- Candidato al Premio Príncipe de Asturias a la Concordia- España, presentado por la embajada y Ministerio de Cultura de Uruguay.
2011.- Premio Korea Foundation- Seúl. Corea del Sur, por las clases magistrales en la Universidad Kookmin
2012.- Premio Patrimonio siglo XXI, Murcia-España. Por la defensa y conservación del Patrimonio Histórico- Artístico
2015.- Premio literario- Visitante Ilustre- Festival Mundial de Ecopoesía- Tumbes (Perú)
2022.- Galardón Orquídea de Oro de México, por su "legado a la humanidad en el arte y la cultura".

## Fundación Carlos Blanco Fadol

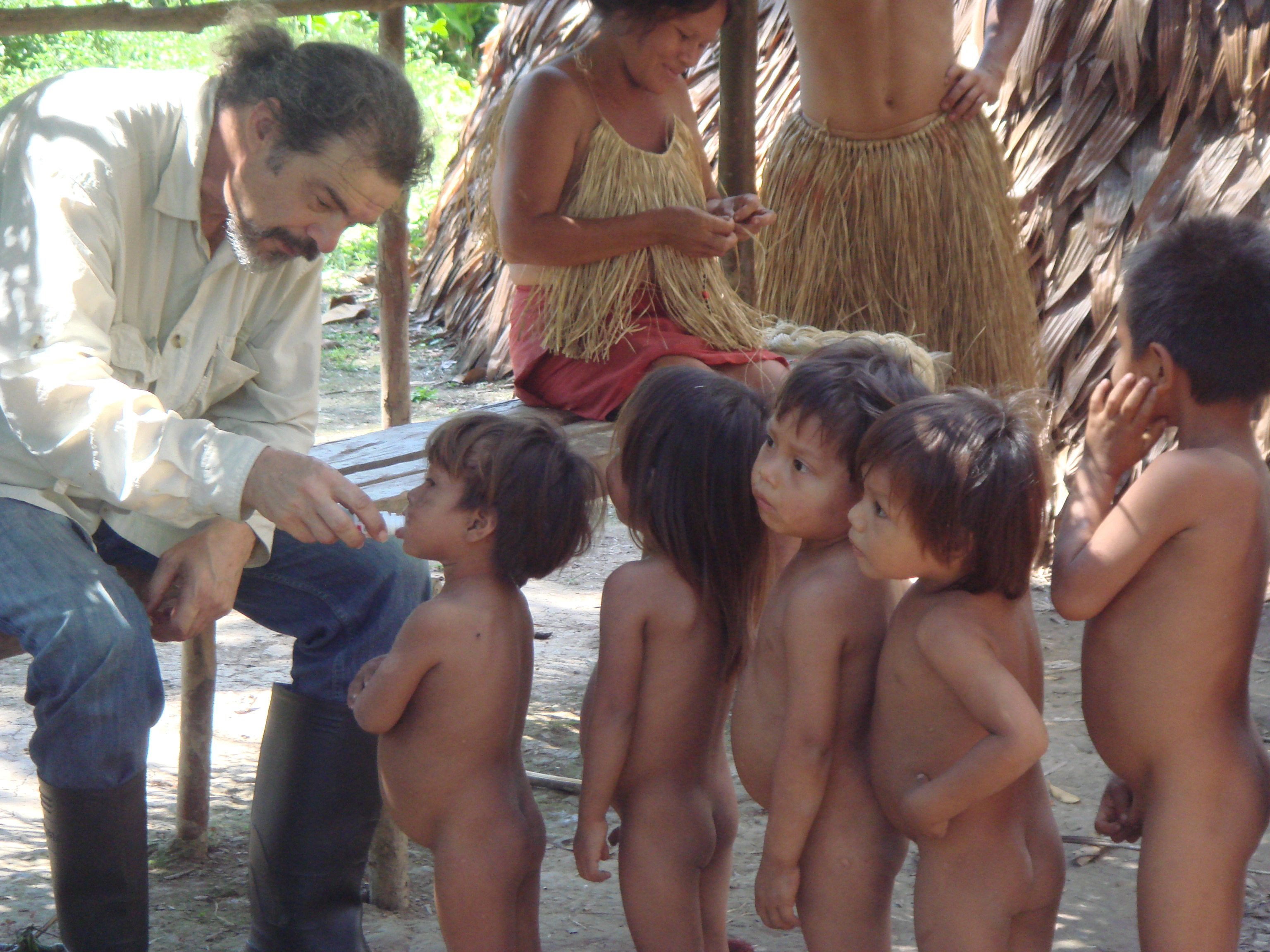

El 4 de mayo de 2023, quedó legalizada la Fundación internacional que lleva su nombre.  Cuenta con Patronos de indiscutible prestigio, especialistas en diferentes áreas que aportan individualmente todas las gestiones necesarias para que la Fundación tenga un ámbito de acción allende fronteras. Posee de principio, dos áreas de actividades muy bien definidas. La primera consiste en la divulgación y protección de todo lo referente a la colección de Carlos Blanco Fadol. La segunda se basa en la aplicación de las metodologías del autor enfocadas en personas ciegas y otras discapacidades. La Fundación, ha tenido un papel activo en la creación de la Escuela de música para discapacitados en Morelia, México donde se realizan talleres de fabricación de instrumentos, que tienen su cénit en la creación de la orquesta “Oír y tocar con otros ojos”. En España, se proyecta abrir otra escuela similar, como también en Rumanía, Uruguay y Perú, países que ya han solicitado un estudio para su apertura.  

## Museo de la Música Étnica, Colección Carlos Blanco Fadol

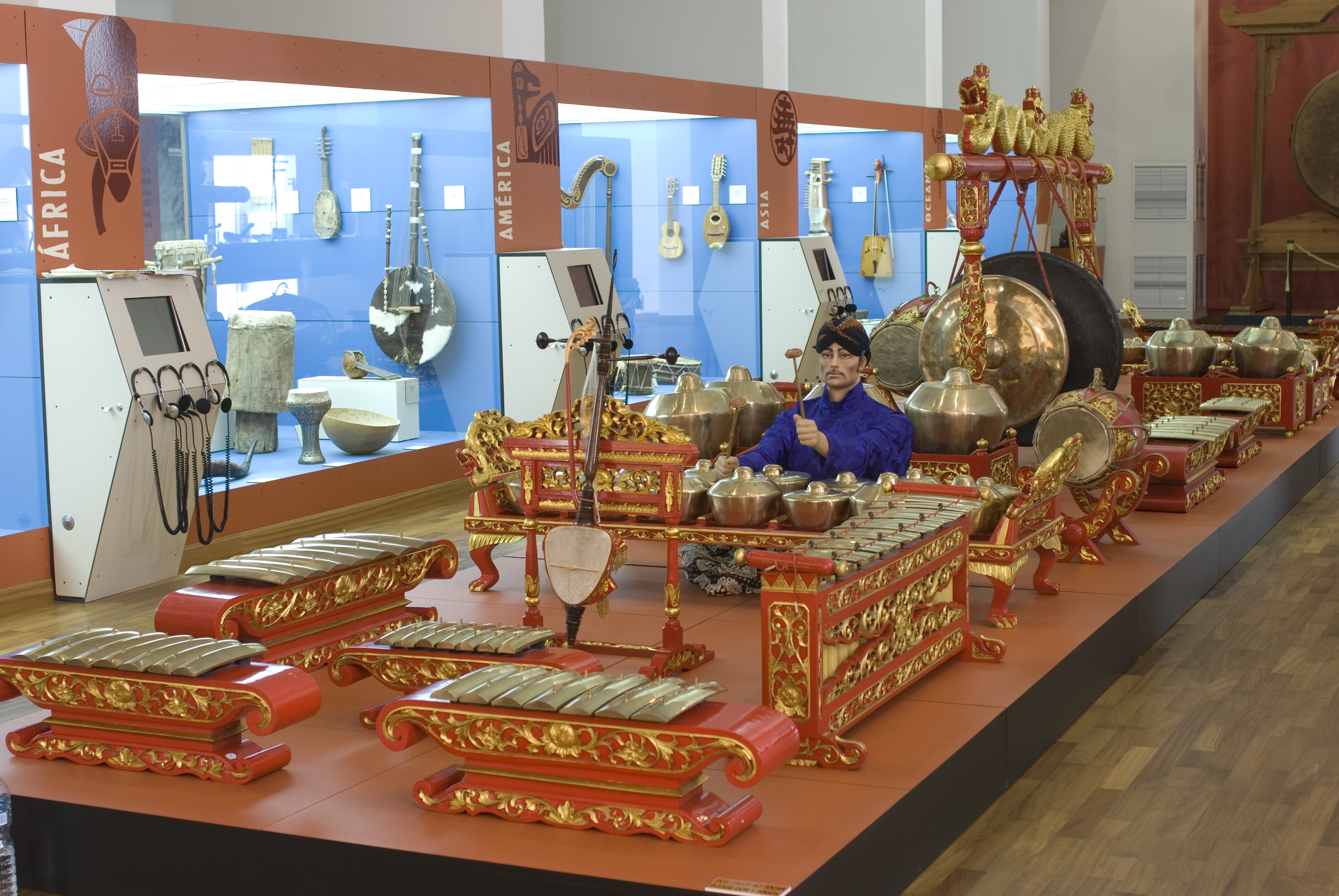
Museo de Música Étnica - Barranda, Caravaca, Colección Carlos Blanco Fadol

La colección de Carlos Blanco Fadol, se fue fraguando por los caminos desde 1969, y con los años dio pie para la creación en España de tres museos de Música Étnica. Una colección de más de 4.000 instrumentos musicales de 150 países de los cinco continentes no puede crearla una sola persona. Carlos Blanco Fadol, ha contado con el mecenazgo de las embajadas del mundo que han creído en su obra desde el principio, como fue Indonesia, que desde 1985 ha realizado infinidad de donaciones de instrumentos musicales de su rico acervo musical. A lo largo de treinta años, también han aportado instrumentos musicales, países como Malasia, China, Singapur, República Dominicana, Perú, México o Corea del Sur, entre muchos otros. Carlos Blanco Fadol, recorrió los cinco continentes buscando aquellos instrumentos de inminente desaparición y ha recuperado otros desaparecidos, como el ruuhuitú macho y el ruuhuitú hembra de la etnia yagua de Amazonas, el tamboreco afroperuano, la xirimieta de Mallorca, etcétera.  

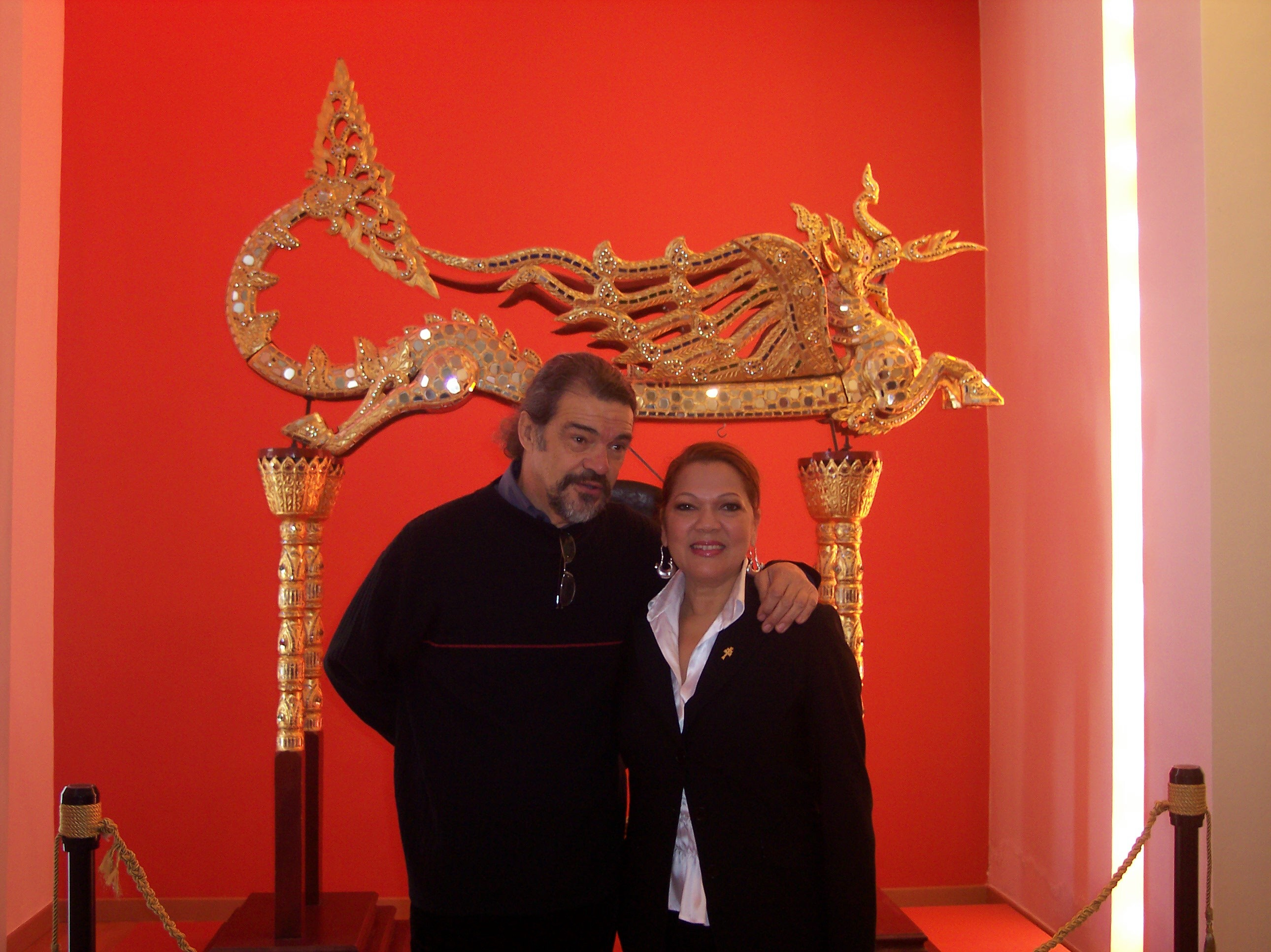
Angela Carrasco visitando el museo de Blanco Fadol delante del Pinsa yu pa, instrumento de oro de Birmania

Se han creado tres Museos de Música Étnica, colección Carlos Blanco Fadol en España. El primero fue fundado el 31 de diciembre de 1999, en el Centro Internacional de Música de UNESCO, con sede en Altea, Alicante. El segundo patrocinado por el gobierno de la región de Murcia y el Ayuntamiento de Caravaca de la Cruz, quedó magníficamente instalado en Barranda- Caravaca en 2006,   y el tercer museo, patrocinado por la diputación de Alicante y el Ayuntamiento de Busot, se instaló con la última tecnología en el pueblo de Busot, Alicante en 2015. 

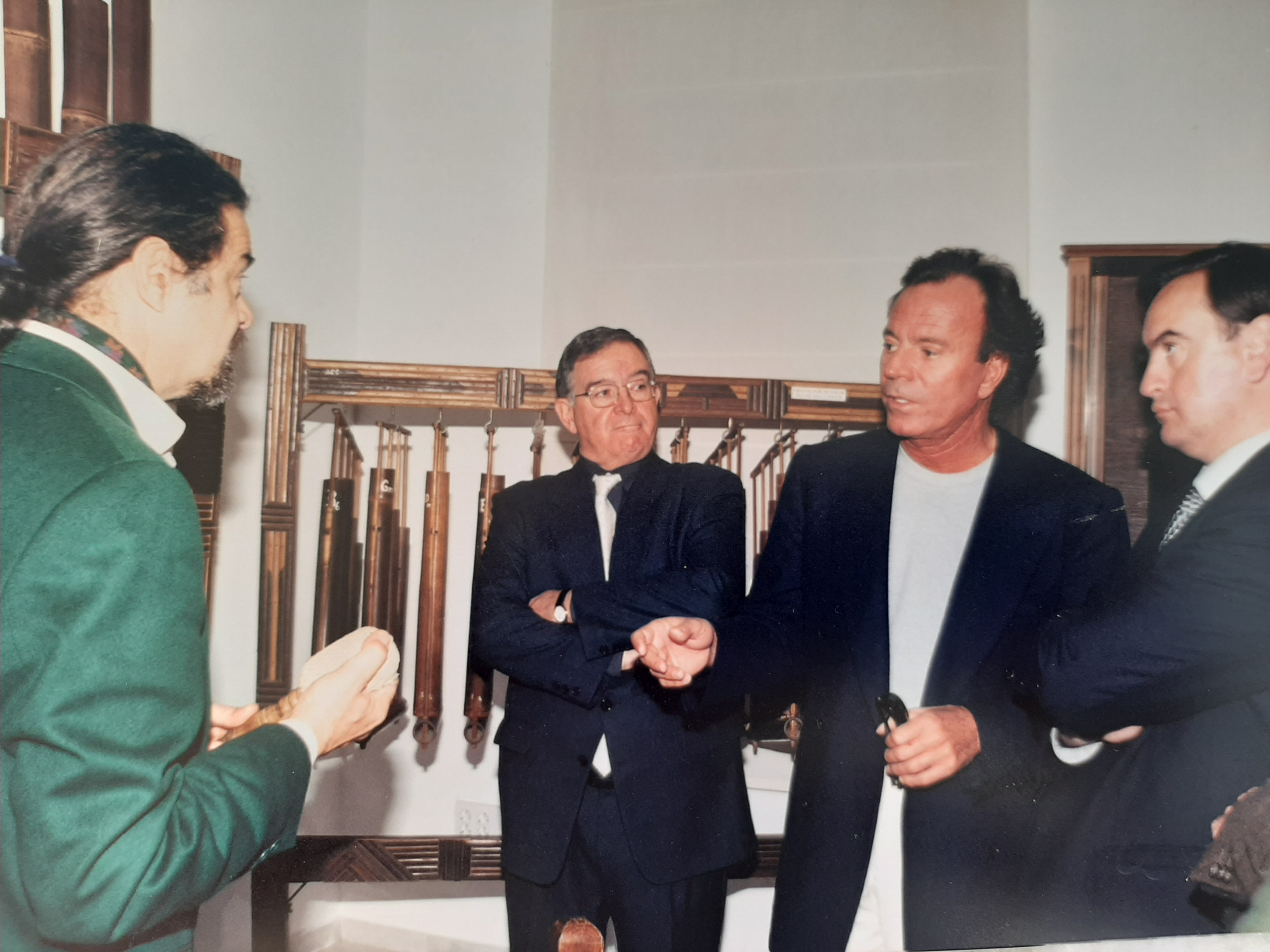
Julio Iglesias en el Museo de la Música Etnica (2020)

Es el único museo a nivel internacional, con la denominación “Museo de Música Étnica” y, por ende, el único dedicado exclusivamente a los instrumentos musicales étnicos del mundo y a su exhibición de forma temática. El Museo de la Música Étnica, ha sido visitado por catorce embajadores de diferentes países, Ministros de Cultura, Cónsules Generales, la princesa Irene de Grecia, la princesa Elizabeth de Chimay - Bélgica, como también  artistas de la talla de Julio Iglesias, Pablo Milanés, Ángela Carrasco, Paco Ibáñez, Joaquín Díaz, Amancio Prada, Marina Rosell, Jorge Drexler, grupo argentino Los Fronterizos, periodistas reconocidos como José María Íñigo, Pepa Fernández, Pedro Piqueras, y Manuel Luna, entre muchos otros. Recibe innumerables visitas tanto en el ámbito de la enseñanza, como grupos turísticos y profesionales.
A continuación una secuencia de las cuarenta colecciones que componen el Museo de la Música Étnica- colección Carlos Blanco Fadol:
1.-   El origen de la música
2.-   Instrumentos musicales del sureste asiático
3.-   Instrumentos musicales del Mediterráneo
4.-   Instrumentos del África subsahariana
5.-   España: etnología y música
6.-   Instrumentos musicales de las regiones de España
7.-   Instrumentos musicales de la esclavitud transatlántica en América
8.-   Evolución e influencias entre los instrumentos musicales del mundo
9.-   Instrumentos musicales de África
10.- Instrumentos musicales de Europa
11.- Instrumentos musicales de América
12.- Instrumentos musicales de Oceanía
13.- Instrumentos musicales de Asia
14.- Los instrumentos cordófonos
15.- Los instrumentos membranófonos
16.- Los instrumentos aerófonos
17.- Los instrumentos idiófonos
18.- Diferentes materiales en la construcción de instrumentos
19.- Instrumentos musicales del Islam
20.- Instrumentos musicales del Budismo
21.-Tambores del mundo
22.- Instrumentos musicales de caña y bambú
23.- Instrumentos musicales infantiles del mundo
24.- La influencia de España y África en los instrumentos latinoamericanos
25.- Las invenciones de Carlos Blanco Fadol
26.- Flautas del mundo
27.- Instrumentos musicales funerarios
28.- Instrumentos musicales de mendigos del mundo
29.- Instrumentos musicales realizados con huesos humanos
30.- Instrumentos musicales militares y utilizados en la guerra
31.- Instrumentos musicales de los gitanos del mundo
32.- Instrumentos musicales de religiones del mundo
33.- Instrumentos musicales de magia y brujería
34.- Instrumentos musicales para enamorar
35.- Instrumentos musicales que reproducen sonidos de animales
36.- Instrumentos musicales para inducir al estado de trance
37.- Instrumentos musicales de cerámica
38.- Instrumentos musicales prehispánicos
39.- Instrumentos musicales amazónicos
40.- Instrumentos musicales andinos.